# Monkey's Audio
Monkey's Audio è un algoritmo di compressione multimediale lossless per file audio. Lossless significa senza perdita di informazione, quindi l'algoritmo garantisce la riduzione delle dimensioni del file audio mantenendo inalterata la qualità sonora del file non compresso, per esempio di tipo WAV. L'estensione dei file Monkey's Audio è ".ape".